# Lavigerie, Cantal
Lavigerie är en kommun i departementet Cantal i regionen Auvergne-Rhône-Alpes i mitten av Frankrike. Kommunen ligger  i kantonen Murat som ligger i arrondissementet Saint-Flour. År 2022 hade Lavigerie 113 invånare.

## Befolkningsutveckling
Antalet invånare i kommunen Lavigerie
Referens:INSEE